# Traffic in King's Road, Chelsea
Traffic in King's Road, Chelsea é um filme mudo inglês de 1890, dirigido por William Friese-Greene. Como o título indica, mostra o tráfego em King's Road, Chelsea, Londres, sendo um dos filmes mais antigos da história do cinema. Hoje é considerado um filme perdido